# 潜伏2
《陰兒房第2章：陰魂守舍》（英語：Insidious: Chapter 2）是一部2013年温子仁执导的美国超自然恐怖片，为2011年作品《陰兒房》的续集。派翠克·威爾森與蘿絲·拜恩继续担任主演，2013年9月13日上映。本片是温子仁2013年的第二部作品。续集《陰兒房第3章：從靈開始》于2015年6月上映。

## 剧情
1986年，羅琳·蘭伯特叫来恶魔学家愛麗絲·利尼爾来帮助儿子賈許，他被一个老妇人的灵魂缠住了。在寻找家中的超自然现象时，愛麗絲的手臂被一种看不见的力量削伤。她坚持认为，为了賈許的安全，他们必须压制他的魂灵投射能力，并在他的大脑中植入了改变过的记忆。
25年后，賈許的妻子芮妮·蘭伯特因愛麗絲的死而受到審問。她被警告说，如果在犯罪现场发现賈許的指纹，他将因谋杀愛麗絲而被起诉。賈許、芮妮和孩子達頓、佛斯特和卡利搬到了羅琳的房子，在那里他们又开始遇到奇怪的超自然事件。達頓告诉母亲，他一直在做关于一个穿白裙子的女人的恶梦，还听到賈許与一个看不见的人说话。芮妮接到警察的电话，说指纹与賈許的不一致。一个穿白裙子的女人袭击了芮妮，賈許听到一个声音催促他杀死家人。
愛麗絲以前的同事斯匹克和塔克给羅琳看了一盘1986年调查的录像带，画面增强后显示出成年的賈許站在年幼的賈許身后。他们联系了愛麗絲曾经的同事卡尔。卡尔想要联系愛麗絲的灵魂，他们被告知要在一家废弃的医院寻找答案，羅琳曾经在那里当过医生。羅琳讲述了二十五年前的故事，当时一个名叫帕克·克兰的病人因试图阉割自己而入院，他曾袭击了賈許。几天后她看到帕克，当她问护士为什么他不在床上时，护士似乎很困惑，告诉羅琳他在前一天就跳楼自杀了。一行人来到克兰家，发现了一个密室，里面有许多尸体、一件黑色的婚纱和剪报，原来帕克是一个被称为“黑衣新娘”的连环杀手，他绑架并谋杀年轻女性，自己也打扮成女人。
賈許的身体开始慢慢恶化，芮妮意识到他被附身了。羅琳坚持让他们都离开賈許。卡尔、斯匹克和塔克来到这里给他下药，但都被他制服。卡尔在“陰深處”的灵魂世界中醒来，遇到了真正的賈許和愛麗絲的灵魂。在靈魂世界，是所有不同時空及空間之交𣾀點，因此眾人得知小時候的賈許的詭異行為，其實是與未來的「自己」溝通的結果，最後眾人找到帕克在“陰深處”的房子。
同时，在現實世界中，被附身的賈許伏击了罗琳和芮妮。她带着孩子们逃到地下室，達頓自愿进入“陰深處”来帮助父亲。在那里，賈許和其他人找到了帕克的房子，他们目睹了過去帕克的母亲米歇尔——穿白裙子的女人——被丈夫拋棄後大受打擊，變得情神失常、強迫小時候的帕克忘記自己的父親姓氏、及被強迫穿女裝，因此造成帕克扭曲的性格。米歇爾成了惡靈，繼續纏繞帕克及指示他穿女裝殺人。米歇爾的亡靈在密室中襲擊賈許，被擋在門外的愛麗絲成功勸服、仍然保有本性的年幼帕克打開了門，愛麗絲摧毁了米歇尔的灵魂，因此改寫了帕克年幼時的悲慘遭遇，邪靈帕克因此被抹消。卡尔和賈許最终逃脱了，達頓带领他们回到了现实世界，让賈許最终恢复了对自己身体的控制。蘭伯特一家终于团聚了，賈許和達頓的记忆再次被卡尔压制。
一段時間後，斯匹克和塔克來到一戶人家，女兒艾莉森處於不明原因的昏迷狀態。除了艾莉森的妹妹，没有人可以感應到愛麗絲的灵魂。利用潛在的魂灵投射能力，愛麗絲從他們中間穿过，去了艾莉森的房間。她面對著一個看不見的身影，一阵嘎吱嘎吱的聲音响起。

## 角色
- 派翠克·威尔森 - 賈許·蘭伯特
- 蘿絲·拜恩 - 芮妮·蘭伯特
- 泰·辛普金斯 - 達頓·蘭伯特
- 安德鲁·阿斯特 - 佛斯特·蘭伯特
- 琳·雪伊 - 愛麗絲·利尼尔
- 芭芭拉·赫尔希 - 羅琳·蘭伯特
- 史蒂夫·库尔特 - 卡尔
- 雷·沃纳尔 - 斯匹克
- 安格斯·桑普森 - 塔克

## 制作
预算为500万美元，2013年1月15日在洛杉矶开拍，总共拍摄了超过25天的时间。

## 评价
烂番茄新鲜度36%，媒体综评41分，相比于前作的良好口碑，本片口碑一般。评价有：“出现了足够愉悦观众的时刻与元素，很多设定类似于《盗梦空间》的意境，而片中导演向诸多类型影片的致敬也值得玩味”，“值得庆幸的是，导演并没有因为第一部的巨大成功而将第二部看做商业炸弹，而是继续他质量至上的理念”，“堪称出色的发挥与营造，与系列第一部的紧密联系足以让人大声惊叹，相信很多影迷已经开始期待第三集了”。

## 票房
美国首周末收获4105万美圆名列第一位。次周末收获1450万次于《囚徒》名列第二，累计6085万。
| 上一届： 《星际传奇3》 | 2013年美國週末票房冠軍 第37周 | 下一届： 《囚徒》 |